# Johannes Flütsch
Johannes Flütsch (* 5. April 1945 in Bern, Schweiz; † 7. April 2014) war ein Schweizer Filmemacher, Regisseur, Film- und Theaterproduzent sowie Autor.

## Leben
Nach der Sekundarschule und Abschluss der Lehre im Jahr 1962 arbeitete er als Seemann, Farmarbeiter in Südafrika und Fernfahrer. Von 1965 bis 1970 studierte er Malerei an der Hochschule für Bildende Künste in Berlin.
1967 begann Flütsch mit Rosa von Praunheim, in dessen Film Schwestern der Revolution (1969) er als Darsteller mitwirkte, und Werner Schroeter mit der Filmarbeit. Er ging von 1971 bis 1975 an die Deutsche Film- und Fernsehakademie Berlin. Flütsch schrieb Artikel und Fotoreportagen u. a. für die Weltwoche, den Tages-Anzeiger, das Tages-Anzeiger-Magazin und die Berner Zeitung. Er lehrte das Fach Film und Regie an der Deutschen Film- und Fernsehakademie Berlin und an der Zürcher Hochschule der Künste.

## Filmografie (Auswahl)
Filme, realisiert als Produzent, Autor, Regisseur, Kameramann und Editor von 1969 bis 2003.
- 1969: Genossen im Erdbeerparadies (Experimentalfilm)
- 1972: Amsterdam – Bin ich acht mal gewesen (Fernsehspielfilm)
- 1974: Flöz Dickebank (Dokumentarfilm für Kino und Fernsehen)
- 1975: Wir haben nie gespürt was Freiheit ist (Dokumentarfilm fürs Fernsehen)
- 1977: Weiter Weg (Dokumentarfilm fürs Fernsehen)
- 1978: Ist die Rundfunkfreiheit bedroht? (Fernsehfilm)
- 1978/79: Monarch (Dokumentarfilm gemeinsam mit Manfred Stelzer für Kino und Fernsehen)
- 1982: Zärtlichkeit und Zorn (Dokumentarfilm für Kino und Fernsehen) (Kamera Carlo Varini)
- 1983: Chapiteau (Spielfilm für Kino und Fernsehen) (Kamera Pio Corradi)
- 1984: David (Dokumentarfilm fürs Fernsehen)
- 1986: Schocher Pontresina
- 1987: Der Traum von Paris (Dokumentarfilm für Kino und Fernsehen)
- 1993: Punch (Spielfilm für Kino und Fernsehen mit Donald Sutherland)
- 1994: Birger Selin (Videoproduktion)
- 2003: Geschichten vom Fälscher (Dokumentarfilm für Kino und Fernsehen)

## Auszeichnungen (Auswahl)
- FIPRESCI-Preis für Flöz Dickebank, Berlin
- Deutscher Filmpreis für Monarch
- Deutscher Filmpreis für Mit starrem Blick aufs Geld (Kamera)
- Preis der Stadt Mannheim für Zärtlichkeit und Zorn
- FIPRESCI-Preis für Zärtlichkeit und Zorn, Mannheim
- Qualitätsprämie des Bundesamts für Kultur für Der Traum von Paris
- Dokumentarfilmpreis Leipzig für Wir haben nie gespürt was Freiheit ist
- Zürcher Filmpreis für Geschichten vom Fälscher

## Theater (Auswahl) ab 1980
- Fool for Love von Sam Shepard, Übersetzung, Produktion und Regie
- Bukowski – A Live, Konzeption, Produktion und Regie
- Tagträumer von William Mastrosimone, Produktion und Regie
- Katzelmacher von Rainer Werner Fassbinder, Produktion und Regie
- Herr Paul von Tankred Dorst, Produktion und Regie
- Sentimental Journey von Dagmar Kossow, Regie